# Impatiens sirindhorniae
Impatiens sirindhorniae är en balsaminväxtart som beskrevs av Triboun och Suksathan. Impatiens sirindhorniae ingår i släktet balsaminer, och familjen balsaminväxter. Inga underarter finns listade i Catalogue of Life.